# Vallée d'Asco

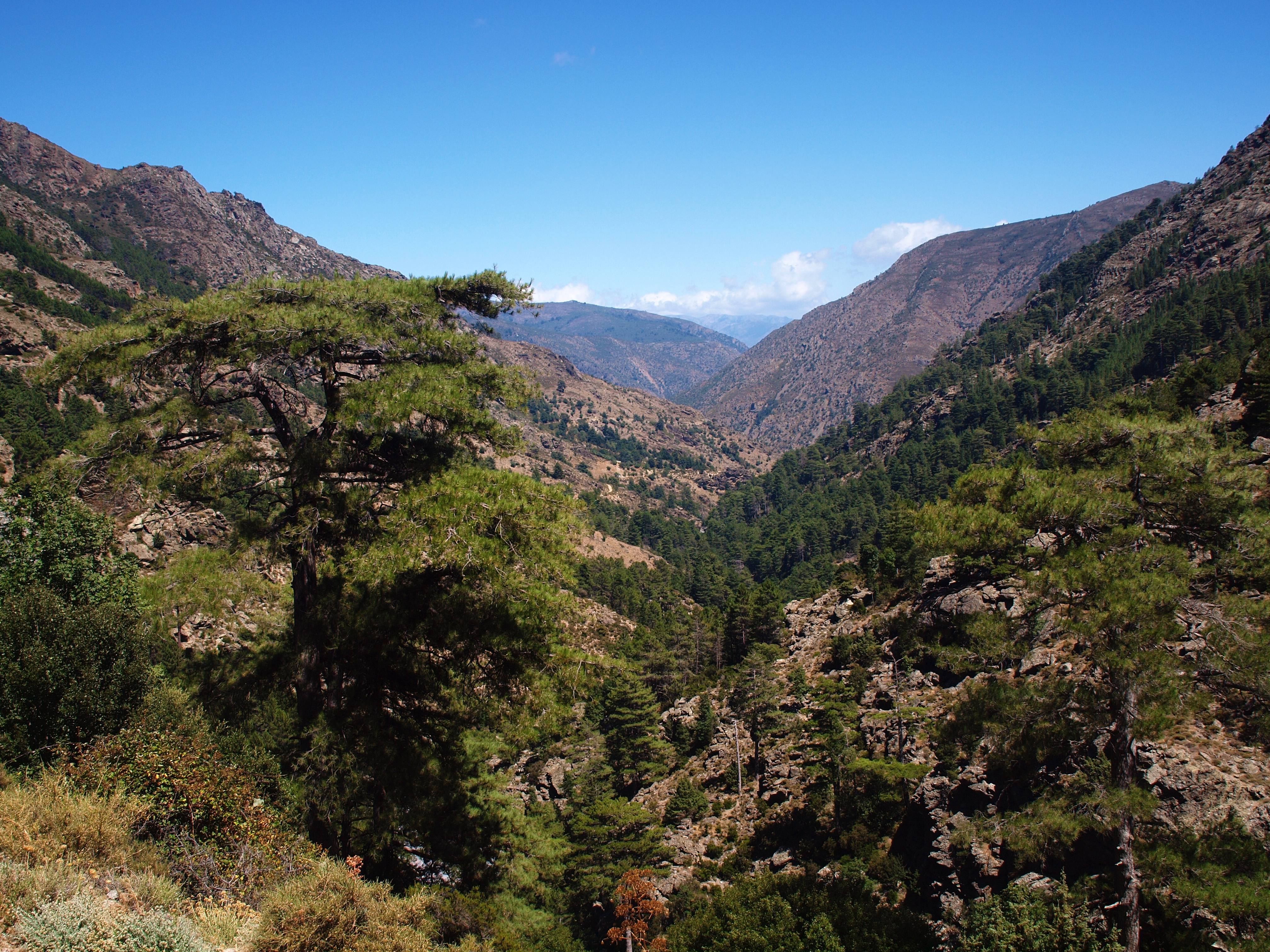
Vallée d'Asco

La vallée d'Asco (Ascu en langue corse) est une vallée de Corse, située dans le « Haut Centre » de l'île qui était encore à la fin du XVIIIe siècle l'ancienne piève de Caccia, un territoire géographique, historique et culturel.

## Géographie
La vallée d'Asco est composée des communes de Castifao, Moltifao et Asco. Elle se trouve dans le parc naturel régional de Corse.
Son territoire correspond à tout le cours de la rivière Asco, depuis le vaste cirque de hautes montagnes qui constitue son bassin versant, jusqu'à sa confluence avec la Tartagine au lieu-dit Pontare où s'effectue la jonction des communes de Moltifao, Canavaggia et Morosaglia.
Elle se répartit en cinq zones.

### Le Haut-Asco

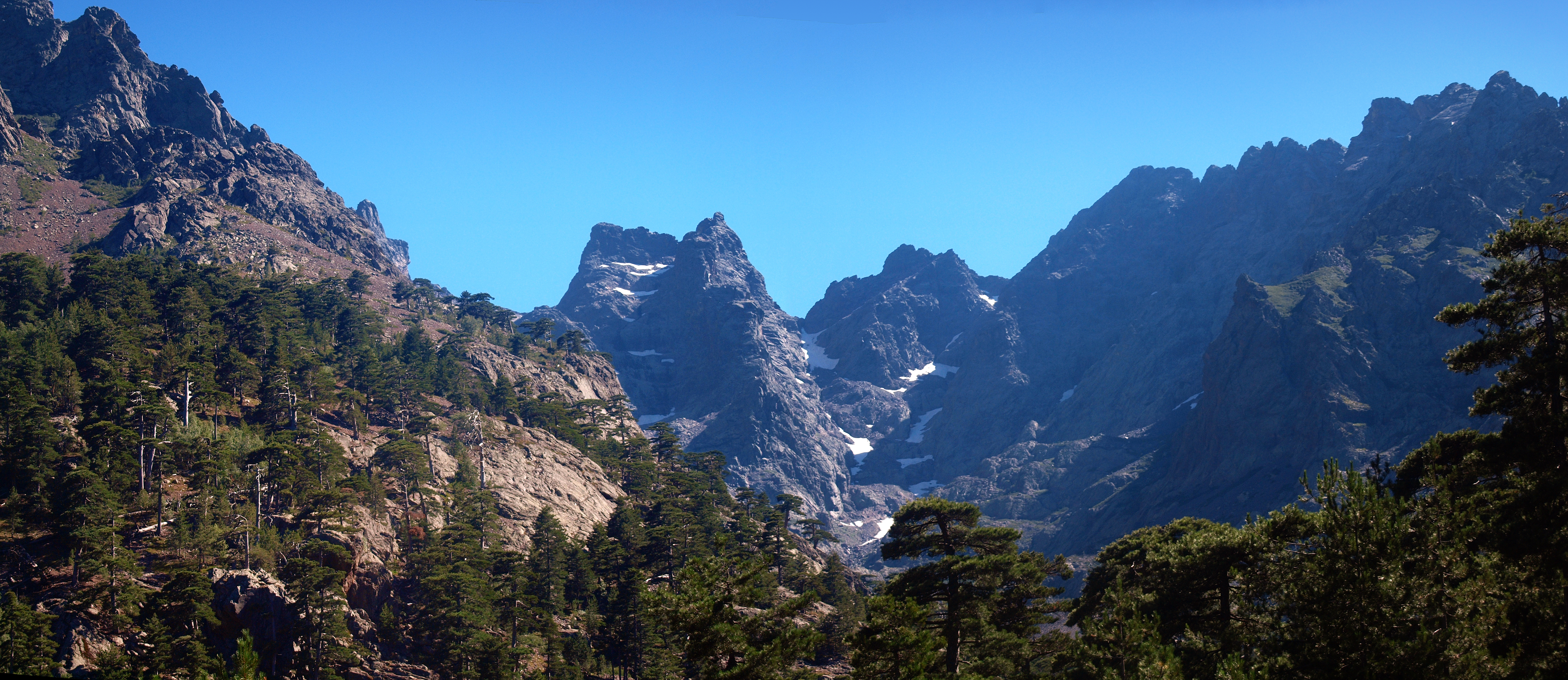
Cirque de Trimbolacciu.

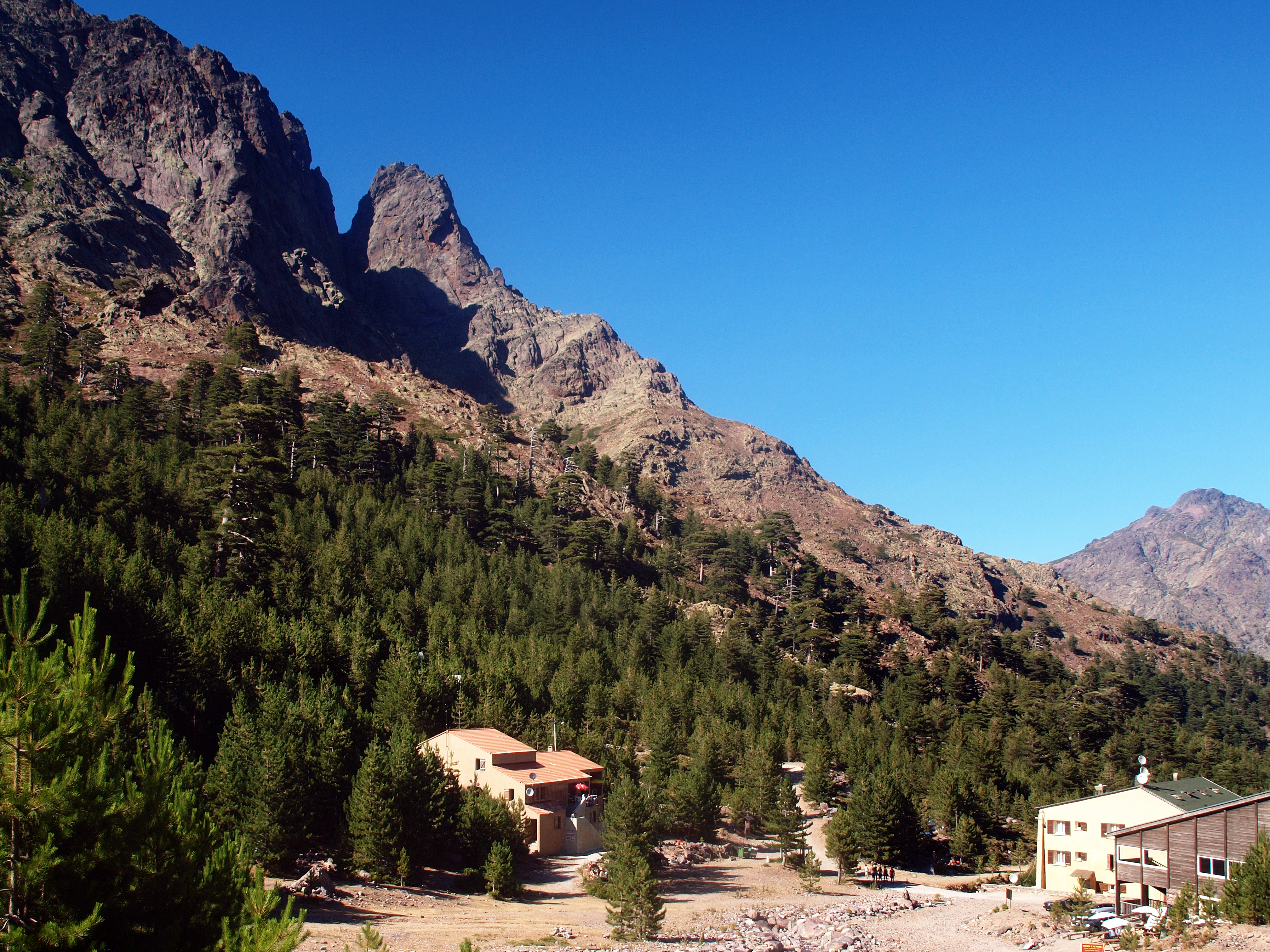
Plateau du Stagnu.

C'est une zone de montagne aux paysages et au climat alpins qui se situe entre une ligne de crête formant un vaste cirque jusqu'au plateau de Stagnu où sont l'ancienne station de ski d'Asco et le refuge d'Asco Stagnu (1 300 m).
Cette ligne de crête est formée par plusieurs des plus hauts sommets de l'île : Capu Biancu (2 562 m), Capu a u Verdatu (2 583 m), Punta Selolla (2 592 m), Capu Ciuntrone (2 656 m), Monte Cinto (2 706 m) sur le versant occidental duquel naît la rivière Asco, pointe des Éboulis (2 607 m), Punta Crucetta (2 499 m), Capu Larghia (2 503 m), Punta Minuta (2 556 m), Punta Rossa (2 247 m), Punta Missoghiu (2 201 m). Des plaques de neige et névés sont encore visibles en plein mois d'août, comme en 2010.
La végétation est composée de Pin laricio de Corse, aux cimes souvent étêtées par les forts vents et le poids de la neige en hiver, et de bouleaux. Le bouleau est une espèce introduite depuis ces dernières décennies. Elle s'est rapidement développée au détriment des autres essences végétales, au point qu'il faille désormais la maîtriser puisqu'il est impossible de l'éliminer. On n'y voit pas de hêtraies comme il en existe sur les hauteurs des vallées voisines du Niolo ou du Giussani.

### La forêt d'Ascu

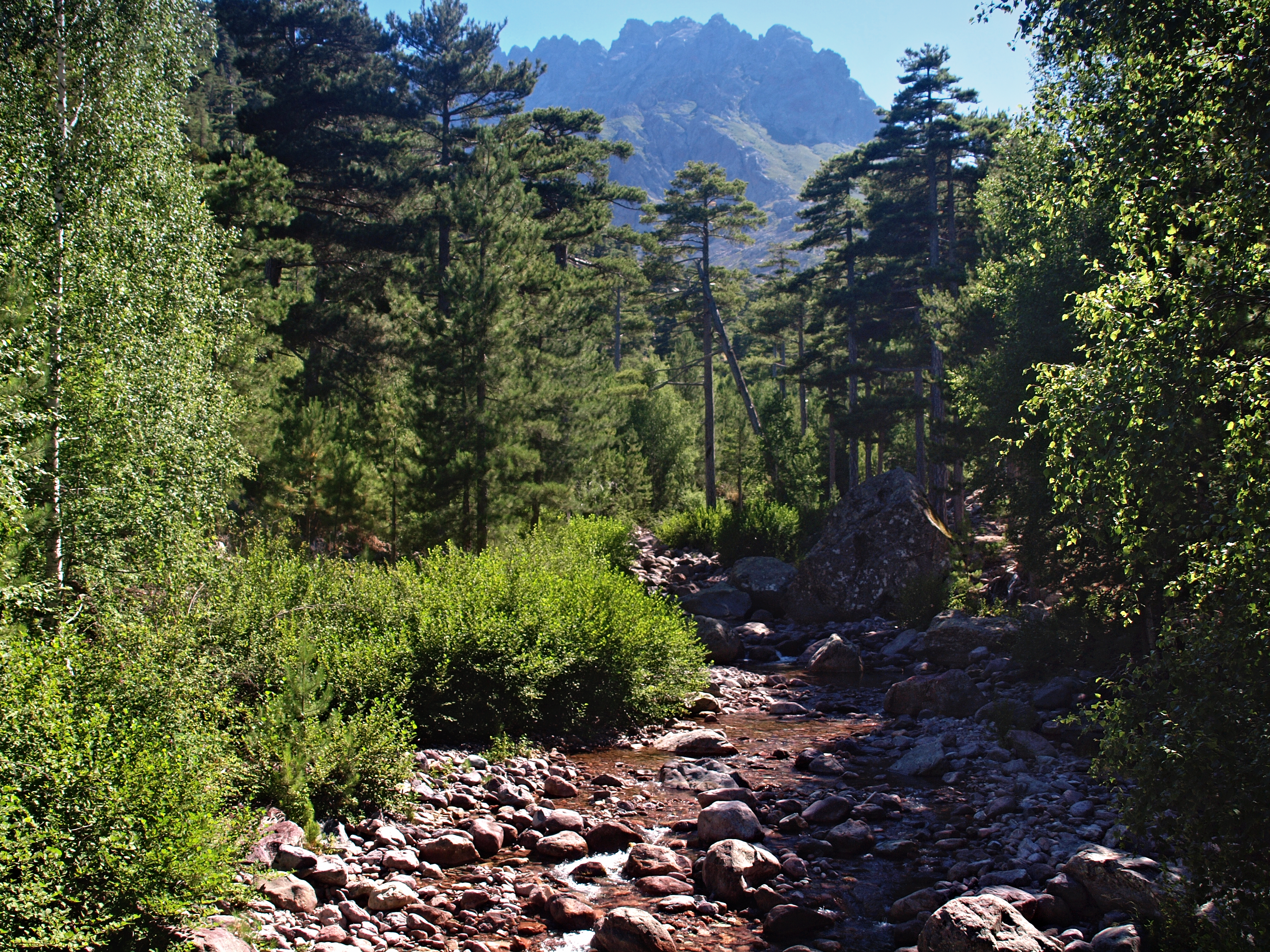
Ruisseau de Stranciacone dans la forêt communale d'Asco.

La forêt communale d'Asco (Furesta d'Ascu) se situe entre le plateau de Stagnu et le village. C'est une étendue d'environ 5 000 ha de pins Laricio, étagée entre 1 000 et 1 500 m d'altitude. Elle intègre deux autres forêts de pins Laricio, la forêt de Carrozzica et la forêt de Vecchietto, toutes deux situées sur la rive droite du Stranciacone (nom de la rivière Asco dans son cours supérieur).
De par les espèces animales qu'elle abrite (mouflons, gypaète barbu, truite macrostigma ou truite corse, sittelle corse, etc), elle est classée Site Natura 2000. Au cœur de la forêt se trouve une « Maison du Mouflon », construite près des ruines de Giunte (confluence du ruisseau de Stranciacone (Asco) et du ruisseau de la Tassineta. Des panneaux d'information sur la truite corse sont en place aux accès de petits cours d'eau classés en réserve de pêche. Le camping municipal « Monte Cintu » est situé sur la droite de la route 147, en pleine forêt et en bordure du ruisseau de Stranciacone, à 1 051 m d'altitude.
Plusieurs piste ONF existent de part et d'autre de la route d'accès à l'ancienne station de ski. Elles sont interdites à la circulation automobile et sont barrées. Toutefois, elles peuvent être parcourues par les promeneurs et randonneurs. Des panneaux signalent ces pistes en les nommant et en indiquant leur longueur ainsi que le(s) point(s) d'eau aménagé(s) sur leur parcours.

### Le village d'Asco

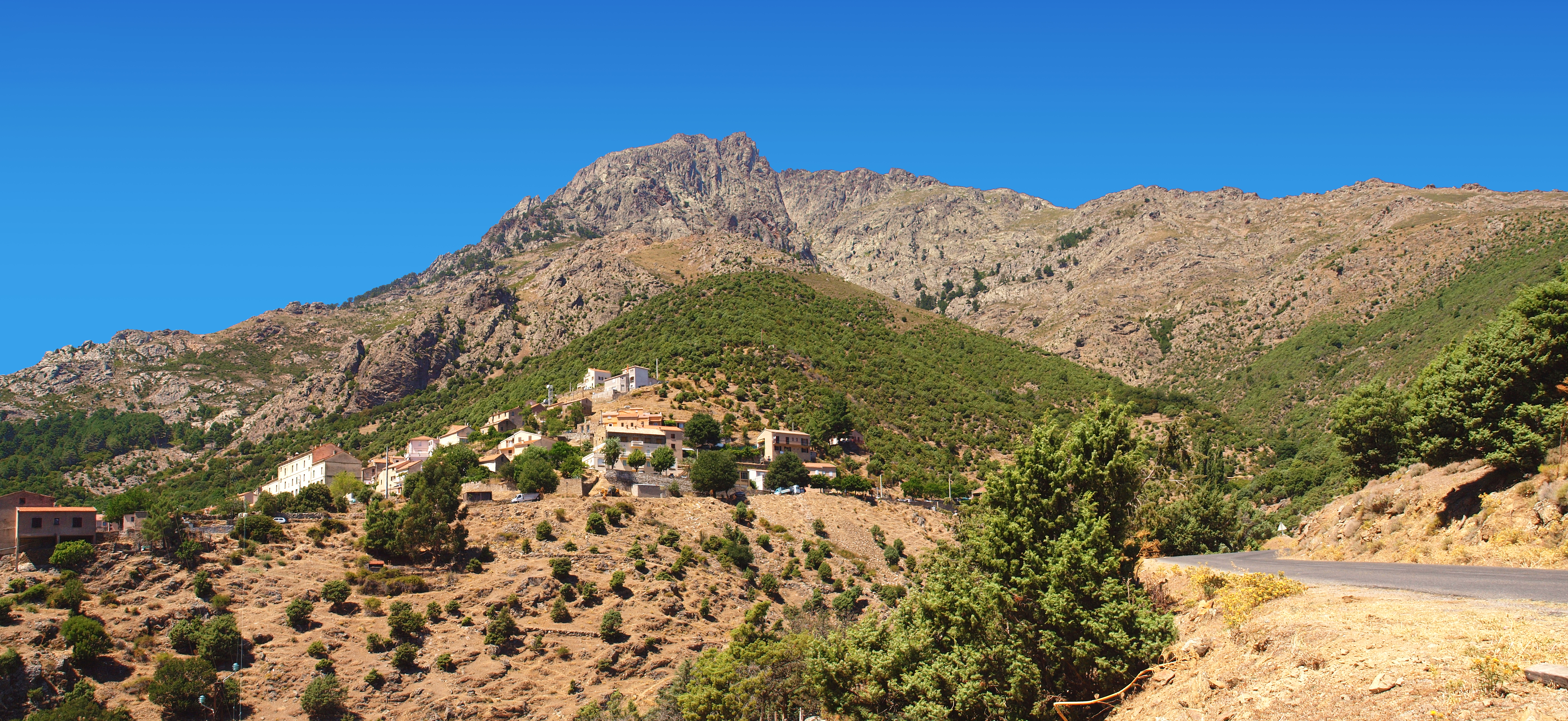
Vue du village.

C'est la zone habitée de la vallée. Asco a donné son nom à la rivière d'Asco et à la forêt communale d'Ascu. Le village est bâti à une altitude moyenne de 650 m, au pied du Capo Selolla (2 273 m) dont les flancs sont couverts d'une remarquable forêt de genévriers cade. Excepté cette espèce végétale, il n'y a rien d'autre que des ronces et quelques châtaigniers dans les points humides aux abords du village.
La D147 seule route qui pénètre la vallée, contourne le village par le haut. Le village ne se traverse pas en automobile pour les visiteurs. La voie qui le dessert est en sens interdit, c'est-à-dire réservée aux riverains.
Autrefois le chemin de transhumance passait par le pont génois sous le village. Il permettait de relier Asco au Niolo.

### Les gorges de l'Asco

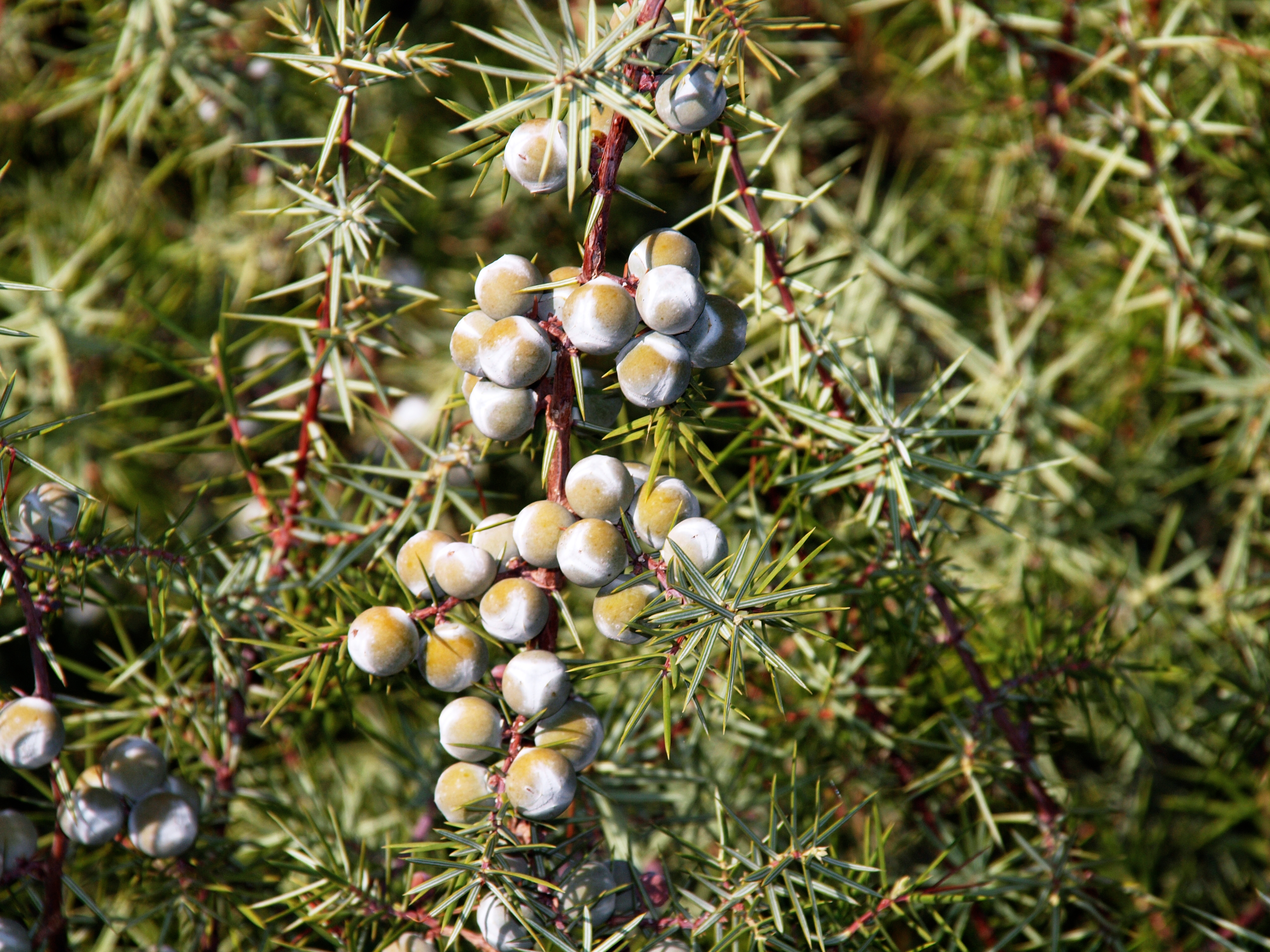
Genévrier cade.

C'est un site remarquable créé par la rivière Asco, comparable par certains côtés à la Scala di Santa Regina dans la vallée voisine du Golo. Ces gorges qui démarrent sous le village, sont un long défilé, un ravin désolé de près de 4 km, sauvage, un corridor de roches de granite rouge, de rocaille et de caillasse. Il est désertique. La rare végétation est représentée essentiellement par des genévriers cade et quelques malingres pins qui poussent sur les abruptes parois rocheuses.
Ce n'est qu'en 1938 que le village d'Asco a été désenclavé avec l'ouverture d'une route dans les gorges. La route D147 actuelle qui longe la rivière est sinueuse, étroite mais possède une chaussée très bien revêtue. Des panneaux d'interdiction de stationner jalonnent la route des gorges où très peu de zones de stationnement ont été aménagées, notamment près d'un parc Aventures ouvert récemment au milieu des gorges, de l'autre côté de la rivière. La circulation des autocars de plus de 11 m de long est interdite dès le carrefour de la D47 (qui dessert Moltifao) et de la D147. En contrebas de la route, la rivière a créé des remarquables piscines naturelles envahies par les baigneurs en été.

### La basse vallée d'Asco

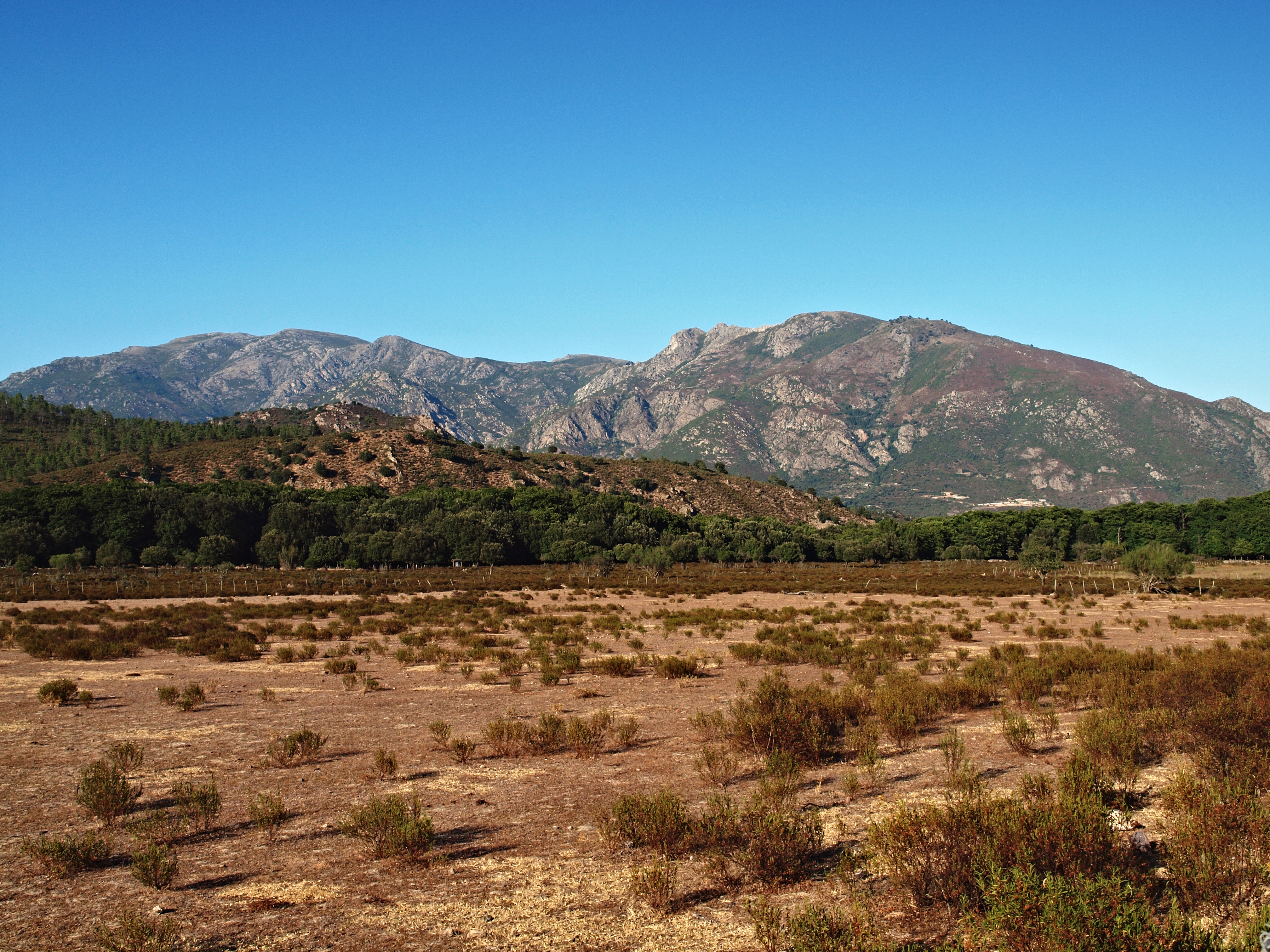
Plaine de Campo Longo à Moltifao.

C'est la partie située en aval des gorges de l'Asco, depuis le lieu-dit Tizzarella peu en amont du Vieux-pont, pont génois sur la commune de Moltifao, jusqu'au lieu-dit Pontare, limite de la dite commune. Elle est composée des communes de Moltifao et de Castifao qui sont arrosées successivement par l'Asco et par la Tartagine. C'est une zone alluviale, plus plate, où le sol est composé de sédiments, de moraines et de galets, au climat aride et sec. Seuls les bords des cours d'eau offrent de la fraîcheur avec des aulnes et des plans d'eau.
La basse vallée de l'Asco est plus peuplée, notamment sur Moltifao, depuis Tizzarella avec des campings, le Village des tortues du Parc naturel régional de Corse, un lotissement au carrefour des routes D47 et D147, des établissements publics de restauration. Sur Castifao, la Tartagine arrose le hameau de Piana.

## Histoire

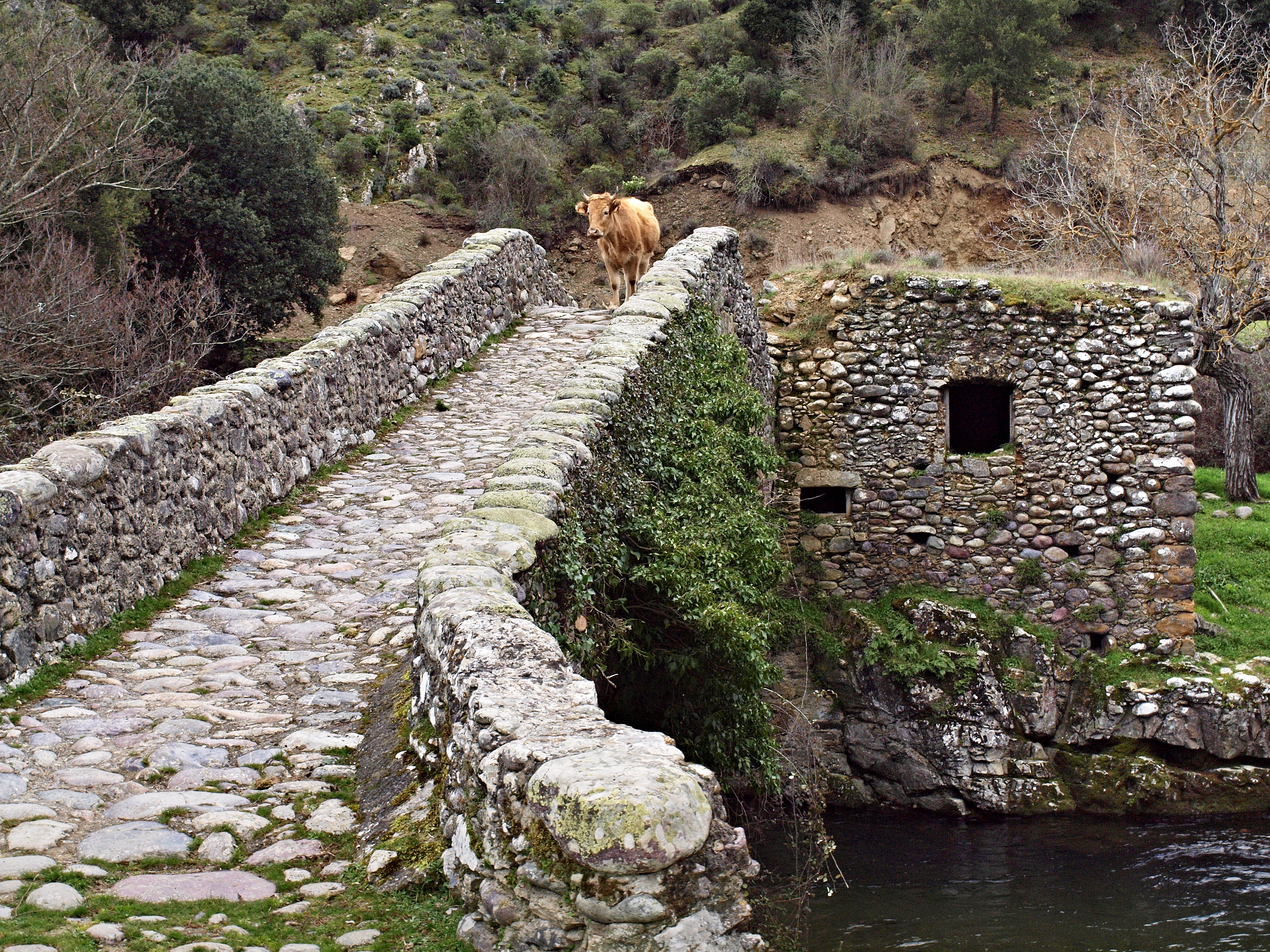
Pont génois de Piana (Castifao).

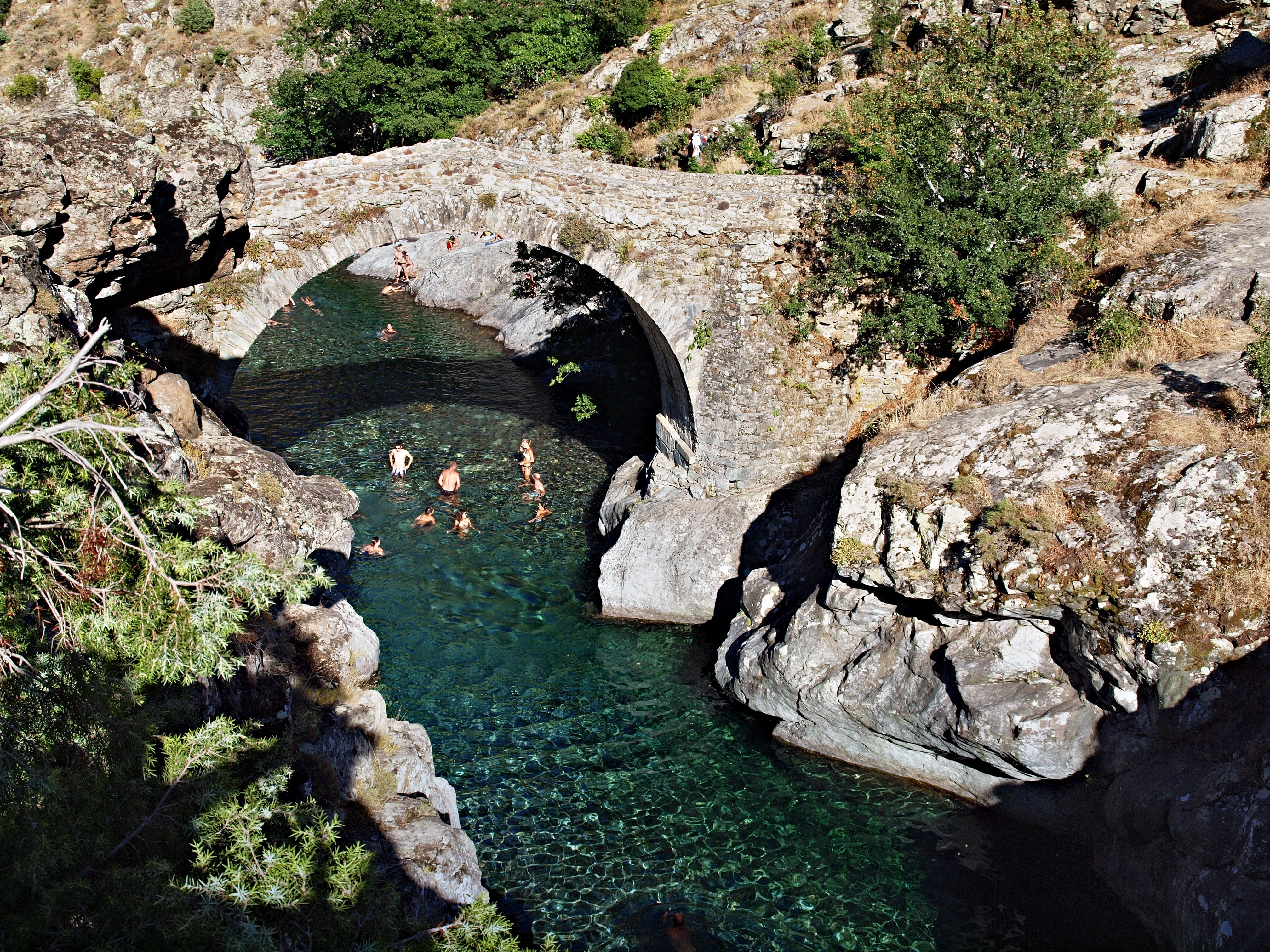
Pont génois d'Asco.

Si Moltifao et Castifao possèdent une histoire très riche, le village d'Asco qui date du XIe siècle, est resté enclavé jusqu'au milieu du XXe siècle. La première route ouverte le fut en 1937, et ce n'est seulement qu'en 1938 que la route des gorges de l'Asco fut ouverte.
Pour faire face à l'isolement, les habitants s'étaient organisés en communauté avec des règles de vie uniques en Corse. Ils élisaient déjà démocratiquement un sage qui devait veiller au respect des règles de solidarité et d'égalité.

### Les ponts génois
La vallée recèle plusieurs ponts génois :
- celui dit « pont génois d'Asco », en contrebas du village d'Asco, classé Monument historique[1]. Ce pont permettait aux ouvriers forestiers de traverser la rivière pour se rendre dans la forêt qui couvrait il y a une centaine d'années en arrière, les flancs de la montagne faisant face au village. Subsiste une ancienne « gare » visible depuis le village.
- celui du lieu-dit « le Vieux Pont »,
- celui de Pontare, remarquable pour ses 5 arches sur l'Asco,
- ceux de Piana et de Pontare sur la Tartagine.

Ces vestiges de voies de communication témoignent d'un passé riche déjà au Moyen Âge.
Tous ces ponts, auxquels il faut adjoindre d'autres comme ceux de Mausoléo, de Vallica, de Lozzi, etc., permettaient la communication entre le centre de l'île (Giussani, Caccia, Niolo, etc.) avec les zones littorales (Balagne, Casinca, Plaine Orientale), pour la transhumance et le commerce de biens.
Sur le plan administratif, la vallée d'Asco fait aujourd'hui partie intégrante du canton de Castifao-Morosaglia.

## Culture

### Le Village des Tortues de Moltifau

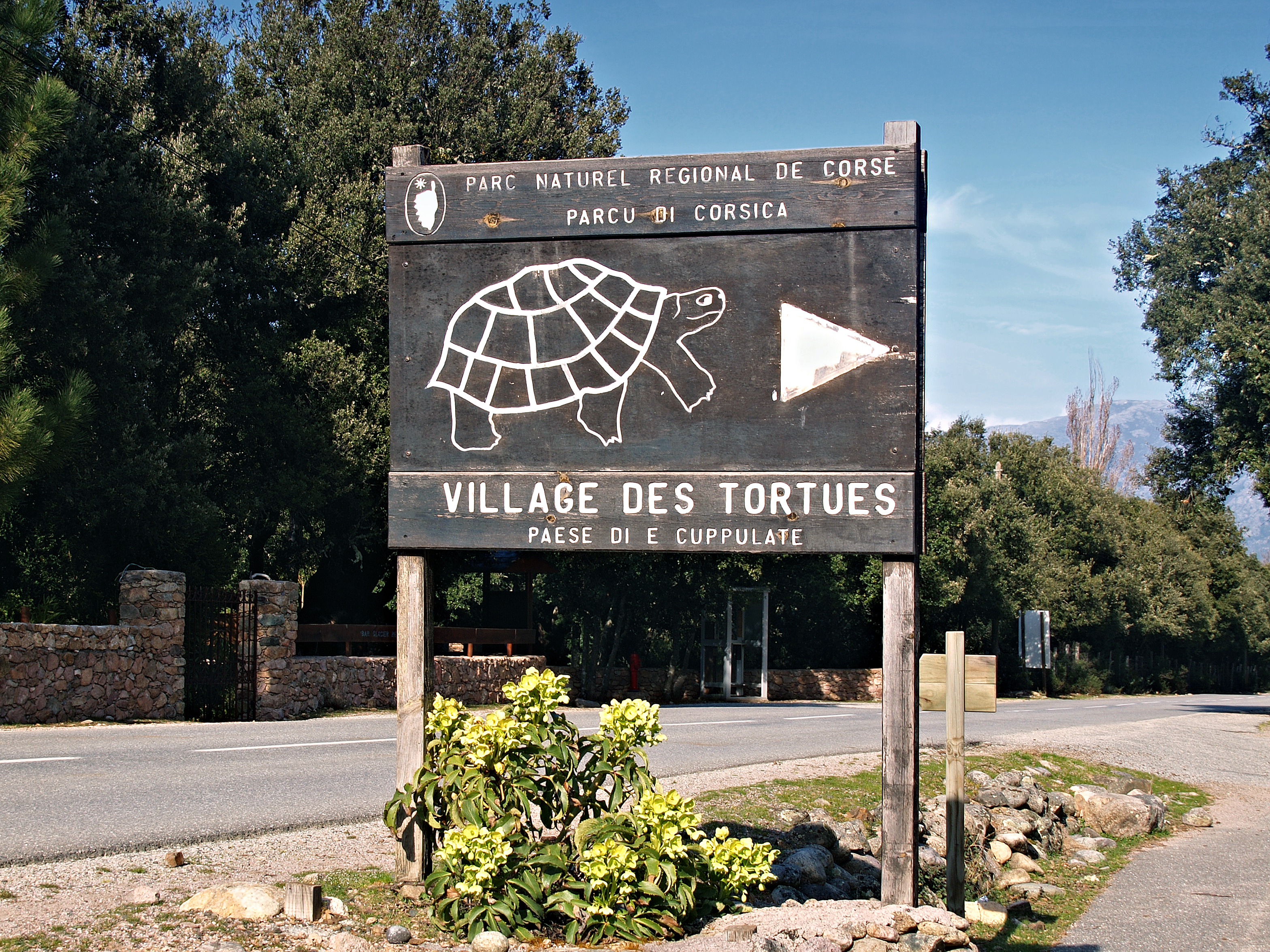
Village des Tortues.

Le village des Tortues (U Paese di e Cuppulate en langue corse) est situé sur la commune de Moltifao au lieu-dit Tizzarella, à l'entrée des gorges de l'Asco. Il est géré par le parc naturel régional de Corse.

### La Maison du Mouflon et de la Nature

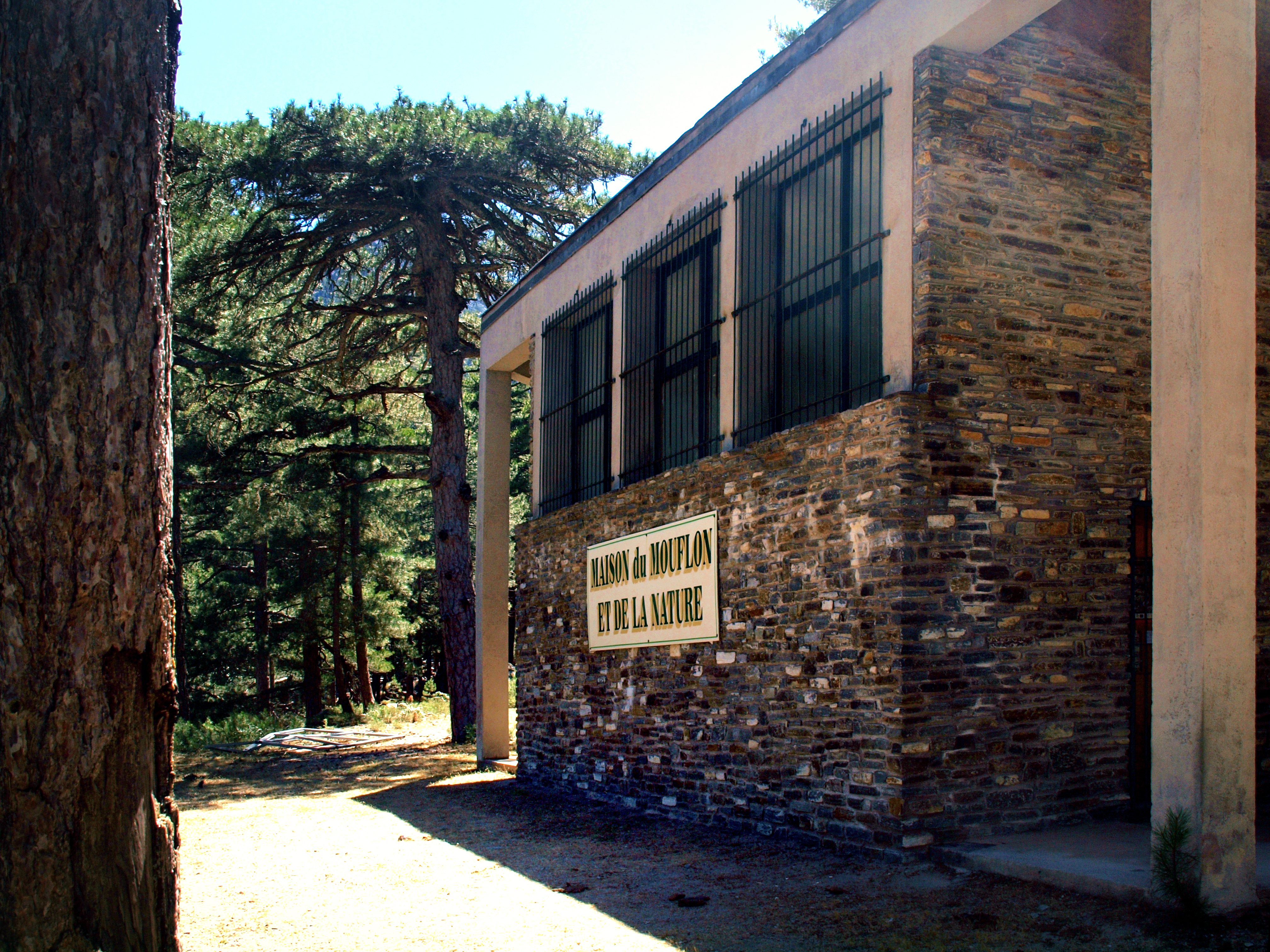
Maison du Mouflon à Asco.

Elle a été implantée en pleine forêt de Carrozzica (partie de la forêt communale d'Ascu), proche des ruines de Giunte, en bordure de la route D147 et à la confluence des ruisseaux de Stranciacone et de Tassineta. C'est un écomusée créé en 2004, destiné à faire connaître le patrimoine biologique et culturel de la vallée.
- Espèces animales : aigle royal, gypaète barbu, milan royal, mouflon de Corse, autour des palombes, sanglier, sittelle corse ;
- Expèces végétales : pin laricio (large en langue corse), aulne odorant (bassu), buis (bussu), genêt épineux (ghjinestra), sorbier (sorbu), genévrier oxycèdre (ghjinèparu).

Des débats et des informations concernant l'écologie du mouflon de Corse y sont organisés en période estivale par les techniciens de l'Office national de la chasse et de la faune sauvage gestionnaire de la réserve. Les différentes dates et heures sont affichées à l'entrée du bâtiment.
À l'entrée du site, des panneaux informent les visiteurs de l'existence de la réserve de chasse et de faune sauvage d'Asco, créée par arrêté en vigueur de la Collectivité territoriale de Corse. La réserve abrite environ 160 mouflons.

## Économie

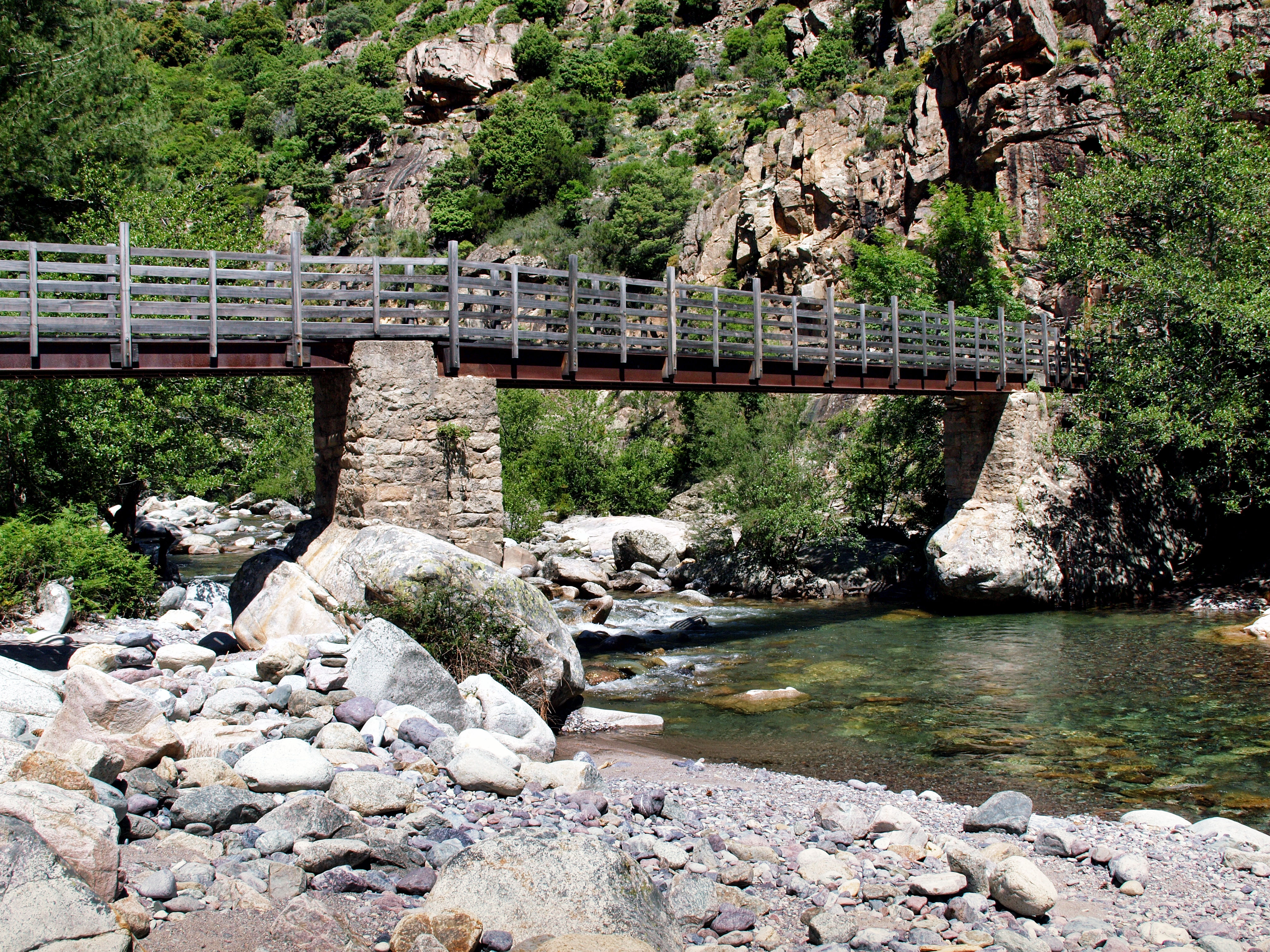
Passerelle du parc de loisirs sur l'Asco.

La vallée d'Asco était jadis une vallée enclavée, isolée, ce qui avait contraint la population à vivre en autarcie. L'agro-pastoralisme y était fort développé. Les nombreuses terrasses visibles témoignent de cultures céréalières dans le passé, tout comme les bergeries en montagne (sur Asco : bergeries de Cabane, de Manica, bergerie ruinée de Finusellu, bergerie de la Tassineta, bergerie ruinée de l'Entrada, bergerie ruinée de Tula ; sur Moltifao : bergerie de Bradiani, bergerie de Giardione, bergerie de Pinello) qui attestent de l'élevage de chèvres et de brebis pour la fabrication du fromage. La poix était aussi récoltée sur les troncs des pins Laricio pour colmater les bateaux en bois. Plusieurs fours à poix fonctionnaient au village d'Asco.
De nos jours, l'économie repose essentiellement sur le tourisme. Les quelques campings existants sont bien fréquentés en période estivale, notamment le camping municipal d'Asco en pleine forêt, seul camping depuis Tizzarella (Moltifao). À la fin du siècle dernier, le stade de neige d'Asco était une station de ski fréquentée par les insulaires. Faute d'un nombre suffisant de jours d'enneigement, son exploitation qui comprenait un remonte-pente n'était pas rentable. Les installations ont été entièrement démontées. La station a rouvert à partir de l'hiver 2015-2016. Des chalets ont été construits au-dessus du refuge d'Asco Stagnu pour satisfaire les besoins d'hébergement des randonneurs du GR 20. Le bivouac y est autorisé.
Un parc de loisirs « Asco Parc Aventure » a été créé dans les gorges de l'Asco. Une passerelle sur la rivière permet d'y accéder.